# エイトライナー
エイトライナー（8 Liner）は、東京都心から約10km圏の西部及び北部地域を結ぶ環状鉄道計画である。
環八通りの地下などを利用して、羽田空港と赤羽駅とを結び、大田区、世田谷区、杉並区、練馬区、板橋区、北区を通る、約43kmの環状線を建設しようという計画である。現在、JR山手線とJR南武線・JR武蔵野線の間には環状鉄道がないことから、ここに新たな環状鉄道を作ることにより、交通の分散・円滑化と、環八通り沿線の発展を促進することを狙っている。
同様な計画に足立区、葛飾区、江戸川区、北区のメトロセブン構想があり、両線は赤羽駅で連絡または直通する予定である。また、東急多摩川線を利用し、羽田空港と東急東横線方面とを結ぶ計画として蒲蒲線がある。
運輸政策審議会答申第18号（2000年1月27日）によれば、「今後整備について検討すべき路線」となっていた。その後の交通政策審議会答申第198号（2016年4月20日）でも「地域の成長に応じた鉄道ネットワークの充実に資するプロジェクト」の一つとして挙げられている。

## 他の鉄道との接続
促進協議会が鉄道結節点としてあげているのは以下の駅。
- 羽田空港駅（東京モノレール羽田空港線、京急空港線）
- 天空橋駅（東京モノレール羽田空港線、京急空港線）
- 大鳥居駅（京急空港線）
- 京急蒲田駅（京急本線、空港線）
- 蒲田駅（JR京浜東北線、東急池上線・東急多摩川線）
- 田園調布駅（東急東横線・目黒線）
- 上野毛駅（東急大井町線）
- 二子玉川駅（東急田園都市線・大井町線）
- 千歳船橋駅（小田急小田原線）
- 八幡山駅（京王線）
- 高井戸駅（京王井の頭線）
- 荻窪駅（JR中央線（快速）・中央・総武線（各駅停車）、東京メトロ丸ノ内線）
- 井荻駅（西武新宿線）
- 練馬高野台駅（西武池袋線）
- 練馬春日町駅（都営大江戸線）
- 平和台駅（東京メトロ有楽町線・副都心線）
- 東武練馬駅（東武東上線）
- 上板橋駅（東武東上線）
- 志村三丁目駅（都営三田線）
- 赤羽駅（JR京浜東北線・宇都宮線・高崎線・湘南新宿ライン・埼京線）

なお、千歳船橋駅、および東武東上線の駅は環八通りの直下を通るルートでは設置できないため、民有地の地下を通り迂回するなどの対策が必要になる。また練馬高野台駅、荻窪駅も環八通りから東へ200m前後離れているため、直下では既存鉄道路線との乗り換えが非常に不便になることが予想され、乗り換えの便を確保するのであれば同様の措置が必要になる。

## この鉄道のメリットと課題
現在の環状八号線には、他の道路との交差点や信号、鉄道との踏切により渋滞になりやすいポイントが数多く存在して渋滞遅延発生の主な原因となっている。その中の一つである環八と交差する京急蒲田第5踏切道が2010年に京急線の高架化により廃止されるなど、渋滞緩和の対策がとられてはいるが、高井戸 - 荻窪間にある川南交差点を始め、いまだ渋滞起点箇所があるなど、完全には整備されていない。
また、環八付近では東西に走る鉄道が多い中で環状線はなく、現在環八沿いから羽田空港に行く際は都心部の環状線である山手線などで迂回する必要がある。また、構想の一つとして東京ディズニーランドに直行する案もあり、観光地の集客を考える上でメリットは大きい。ただし、タクシーやバスなどの他の交通機関が利用されなくなる可能性があるため、今後の実現にむけては建設費だけでなく、他交通インフラとの兼ね合いも重要となる。一方、レジャー需要、通学需要はある程度考えられるものの、一番大きい通勤需要は高くないため、促進協議会が想定するような乗客数は期待できないという声もある。
その他、羽田空港駅 - 京急蒲田駅間は京急空港線と、蒲田駅 - 田園調布駅は東急多摩川線と、田園調布駅 - 二子玉川駅は東急大井町線と競合する。